# Galeocharax
Galeocharax is een geslacht van straalvinnige vissen uit de familie van de karperzalmen (Characidae).

## Soorten
- Galeocharax gulo (Cope, 1870)
- Galeocharax humeralis (Valenciennes, 1834)
- Galeocharax knerii (Steindachner, 1879)